# 鷹鮋
鷹鮋，為輻鰭魚綱鮋形目鮋亞目鮋科的其中一種，為亞熱帶海水魚，分布於東北大西洋亞速群島海域，體長可達9.8公分，棲息在硬底質底層水域，生活習性不明。